# Lužany pri Topli
Pour les articles homonymes, voir Lužany.
Lužany pri Topli (en allemand : Lang) est un village du district de Svidník, dans la région de Prešov, en Slovaquie.

## Histoire
La première mention écrite du village date de 1399.

## Démographie

### Évolution de la population
| Année:               | 1994. | 2004.   | 2014.   | 2024.   |
| -------------------- | ----- | ------- | ------- | ------- |
| Nombre de personnes: | 248   | 259     | 261     | 247     |
| Différence:          |       | +4,43 % | +0,77 % | -5,36 % |

| Année:               | 2023. | 2024.   |
| -------------------- | ----- | ------- |
| Nombre de personnes: | 255   | 247     |
| Différence:          |       | -3,13 % |